# Долни-Раковец
Долни-Раковец (болг. Долни Раковец) — село в Болгарии. Находится в Перникской области, входит в общину Радомир. Население составляет 325 человек.

## Политическая ситуация
В местном кметстве Долни-Раковец, в состав которого входит Долни-Раковец, должность кмета (старосты) исполняет Симеон Йорданов Исачки (Граждане за европейское развитие Болгарии (ГЕРБ)) по результатам выборов.
Кмет (мэр) общины Радомир — Красимир Светозаров Борисов (Болгарская социалистическая партия (БСП)) по результатам выборов.